# Pachyramphus
Pachyramphus é um género de ave da família Tityridae.

## Taxonomia
O gênero Pachyramphus foi introduzido em 1839 pelo zoólogo inglês George Robert Gray no volume sobre pássaros de John Gould que fazia parte da Zoology of the Voyage of H.M.S. Beagle de Charles Darwin. A espécie-tipo foi designada por Gray em 1840 como caneleiro-verde. O nome genérico é do grego antigo pakhus que significa "forte" ou "grosso" e rhamphos que significa "conta".
O gênero foi tradicionalmente colocado em Cotingidae ou Tyrannidae, mas as evidências sugerem fortemente que ele está melhor colocado na família Tityridae, atualmente mantido pelo COI.

### Espécies existentes
O gênero contém dezessete espécies:
| Imagem | Nome científico            | Distribuição |
| ------ | -------------------------- | --- |
|        | Pachyramphus viridis       | Argentina, Bolívia, Brasil, Guiana, Paraguai, Uruguai e Venezuela. |
|        | Pachyramphus xanthogenys   | sul da Colômbia, leste do Equador, centro do Peru |
|        | Pachyramphus versicolor    | da Costa Rica ao noroeste do Equador e norte da Bolívia |
|        | Pachyramphus spodiurus     | Equador e extremo norte do Peru. |
|        | Pachyramphus rufus         | Brasil, Colômbia, Equador, Guiana Francesa, Guiana, Panamá, Peru, Suriname e Venezuela |
|        | Pachyramphus castaneus     | Brasil, Colômbia, Peru, Equador e Bolívia e regiões da Venezuela |
|        | Pachyramphus cinnamomeus   | sudeste do México sul ao noroeste do Equador e noroeste da Venezuela |
|        | Pachyramphus polychopterus | Argentina, Belize, Bolívia, Brasil, Colômbia, Costa Rica, Equador, Guiana Francesa, Guatemala, Guiana, Honduras, México, Nicarágua, Panamá, Paraguai, Peru, Suriname, Trindade e Tobago, Uruguai e Venezuela. |
|        | Pachyramphus marginatus    | Bolívia, Brasil, Colômbia, Equador, Guiana Francesa, Guiana, Peru, Suriname e Venezuela. |
|        | Pachyramphus albogriseus   | Colômbia, Costa Rica, Equador, Guatemala, Nicarágua, Panamá, Peru e Venezuela. |
|        | Pachyramphus major         | Belize, El Salvador, Guatemala, Honduras, México e Nicarágua. |
|        | Pachyramphus surinamus     | Brasil, Guiana Francesa e Suriname. |
|        | Pachyramphus homochrous    | Colombia, Equador, Panamá, Peru e Venezuela. |
|        | Pachyramphus minor         | Bolívia, Brasil, Colômbia, Equador, Guiana Francesa, Guiana, Peru, Suriname e Venezuela. |
|        | Pachyramphus validus       | Argentina, Bolívia, Brasil, Equador, Paraguai e Peru. |
|        | Pachyramphus aglaiae       | sudeste do Arizona e extremo sul do Texas dos Estados Unidos até o oeste do Panamá. |
|        | Pachyramphus niger         | Jamaica. |

### Espécies anteriores
Algumas autoridades, atualmente ou anteriormente, reconhecem várias espécies adicionais como pertencentes ao gênero Pachyramphus, incluindo:
- Asthenes dorbignyi (como Bathmidura dorbignyi)[8]